# Cantonul Amiens-8 (Nord)
Cantonul Amiens 8e (Nord) este un canton din arondismentul Amiens, departamentul Somme, regiunea Picardia, Franța.

## Comune
| Comune       | Populație (1999) | Cod poștal | Cod INSEE |
| ------------ | ---------------- | ---------- | --------- |
| Allonville   | 572              | 80260      | 80020     |
| Amiens       | 135 501 (1)      | 80000      | 80021     |
| Poulainville | 1 373            | 80260      | 80639     |